# San Giorio di Susa
San Giorio di Susa is een gemeente in de Italiaanse provincie Turijn (regio Piëmont) en telt 1015 inwoners (31-12-2004). De oppervlakte bedraagt 19,6 km², de bevolkingsdichtheid is 52 inwoners per km².
De volgende frazioni maken deel uit van de gemeente: Balma, Martinetti, Viglietti, Pognant, Grangia, Garda, Airassa, Adrit, Città.

## Demografie
San Giorio di Susa telt ongeveer 472 huishoudens. Het aantal inwoners steeg in de periode 1991-2001 met 4,9% volgens cijfers uit de tienjaarlijkse volkstellingen van ISTAT.
| Jaar | Inwoneraantal |
| ---- | ------------- |
| 1991 | 905           |
| 2001 | 949           |

## Geografie
San Giorio di Susa grenst aan de volgende gemeenten: Bruzolo, Chianocco, Bussoleno, San Didero, Villar Focchiardo, Coazze, Roure.
1. ↑  https://demo.istat.it/?l=it.